# Gong Zhenghao
Gong Zhenghao (龔政豪S, Gōng ZhèngháoP, trascritto anche Kong Cheng Hou; Macao, 2 agosto 1986) è un calciatore macaense, di ruolo difensore.

## Palmarès

### Club

#### Competizioni nazionali
- Campionato di Macao: 3

Ka I: 2010, 2011, 2012